# De Dion-Bouton Type DN
Der De Dion-Bouton Type DN ist ein Pkw-Modell aus den 1910er Jahren. Er gehört zur Baureihe der V8-Modelle des französischen Herstellers De Dion-Bouton.

## Beschreibung
Die Zulassung durch die nationale Zulassungsbehörde erfolgte am 20. Mai 1912. Vorgänger war der Type CY.
Der V8-Motor hat 94 mm Bohrung, 140 mm Hub und 7773 cm³ Hubraum. Er war damals in Frankreich mit 40 Cheval fiscal (Steuer-PS) eingestuft. Bei 1500 Umdrehungen in der Minute leistet er 38,7 bhp. Die Höchstleistung des Motors ist nicht bekannt. Er ist vorne im Fahrgestell montiert und treibt über ein Vierganggetriebe und eine Kardanwelle die Hinterräder an. Die Hinterachse ist eine De-Dion-Achse.
Die Basis bildet ein Pressstahlrahmen. Der Radstand beträgt 3390 mm und die Spurweite 1450 mm. Eine Quelle gibt für ein Fahrzeug eine Länge von 4690 mm an. Aus einer anderen Quelle sind 4680 mm Länge, 1720 mm Breite und 2150 kg Leergewicht für ein Fahrzeug überliefert, das früher im Automobilmuseum von Reims stand.
Bekannt sind Aufbauten als Tourenwagen und Limousine.
Das Modell wurde neun Monate lang angeboten. Nachfolger wurde der Type EF, der am 3. Februar 1913 seine Zulassung erhielt.
Ein Fahrzeug existiert noch und befand sich 2017 in der Restaurierung.